# Грунинг, Герард ван
Герард ван Грунинг (нидерл. Gerard van Groeningen, 1515, Антверпен — 1599 или 1598, Антверпен) — голландский художник — рисовальщик и гравёр эпохи североевропейского маньеризма.

## Биография
Герард ван Грунинг, известный также под именем Герард ван Грунинген и ряд схожих имен, родился около 1515 года в Антверпене.
Биографические сведения о его жизни крайне скудны.
Вероятнее всего, родом он был из деревни Грунинген в северном Брабанте. Имя художника упоминается в антверпенских документах 1560-х — первой половины 1570-х годов. Наиболее известен Грунинг как рисовальщик и гравер-офортист, возможно занимался живописью по стеклу.
Наряду с графическими листами, наибольшей частью сохранившегося наследия художника (относящейся к периоду 1561—1576 гг.) являются резцовые гравюры на меди, созданные по его оригинальным рисункам, публиковавшиеся наиболее заметными художниками-издателями 16 века: Филиппом Галле, Христофором Плантеном, Геррит Де Йоде и другими.

## Галерея работ

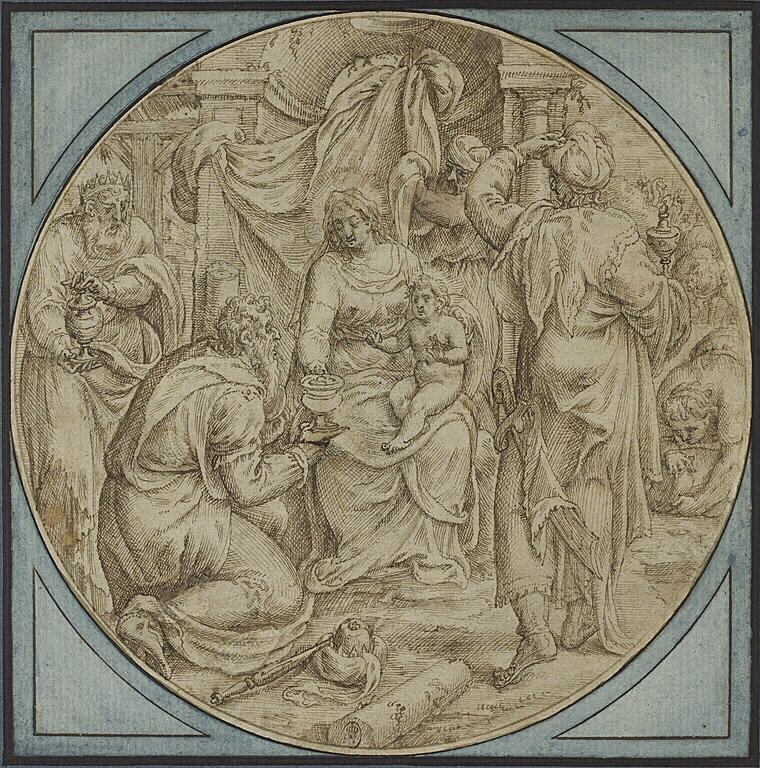
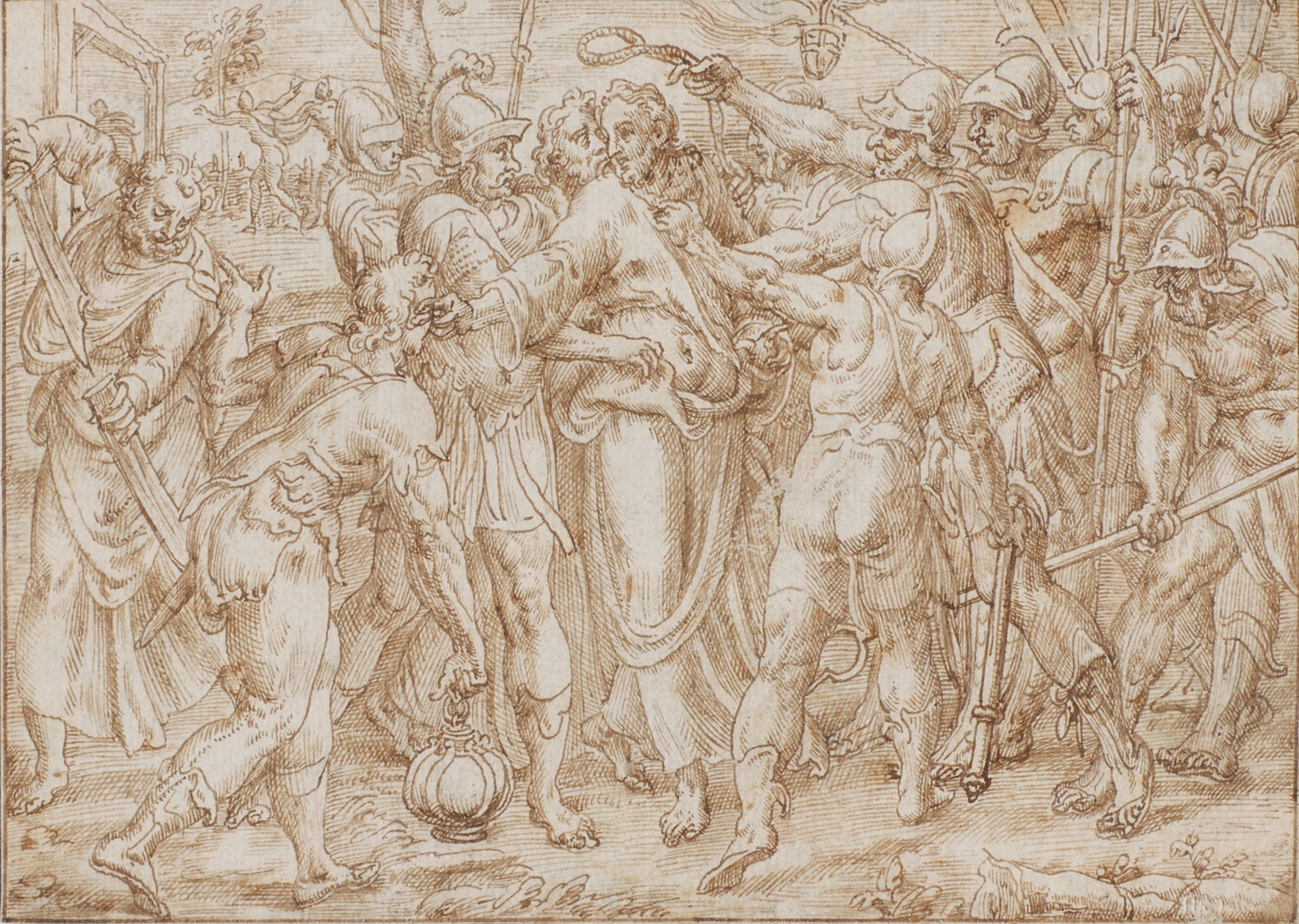
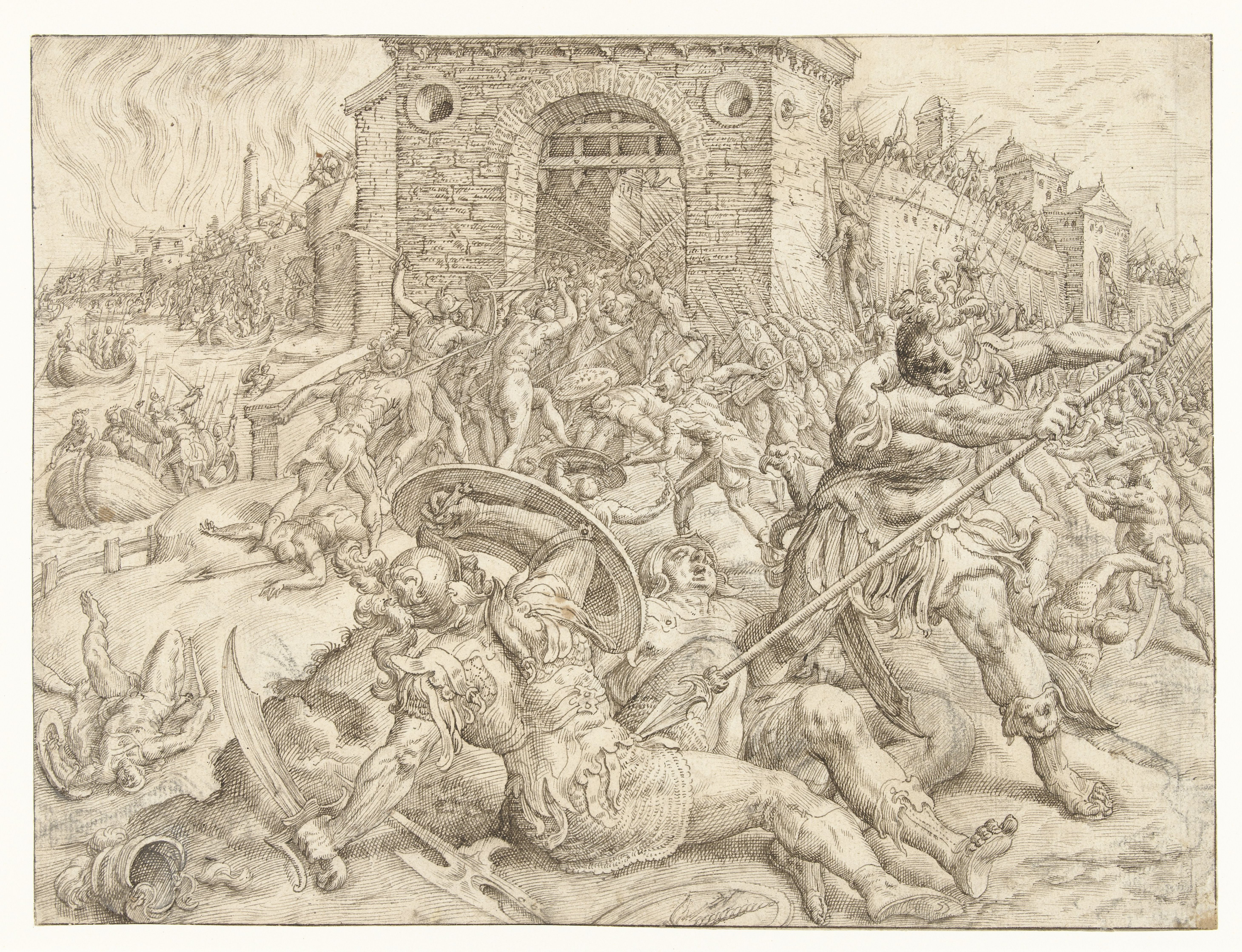
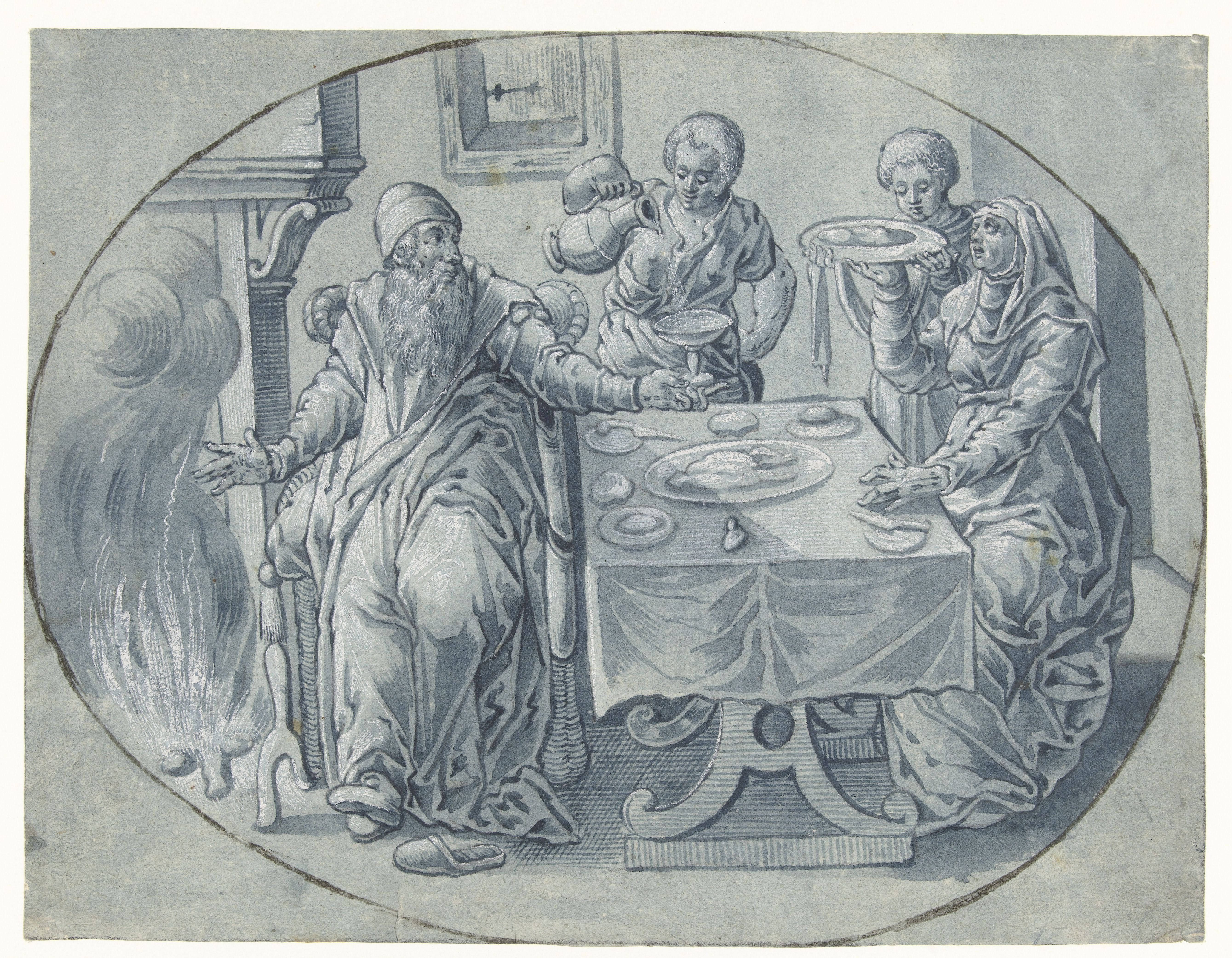
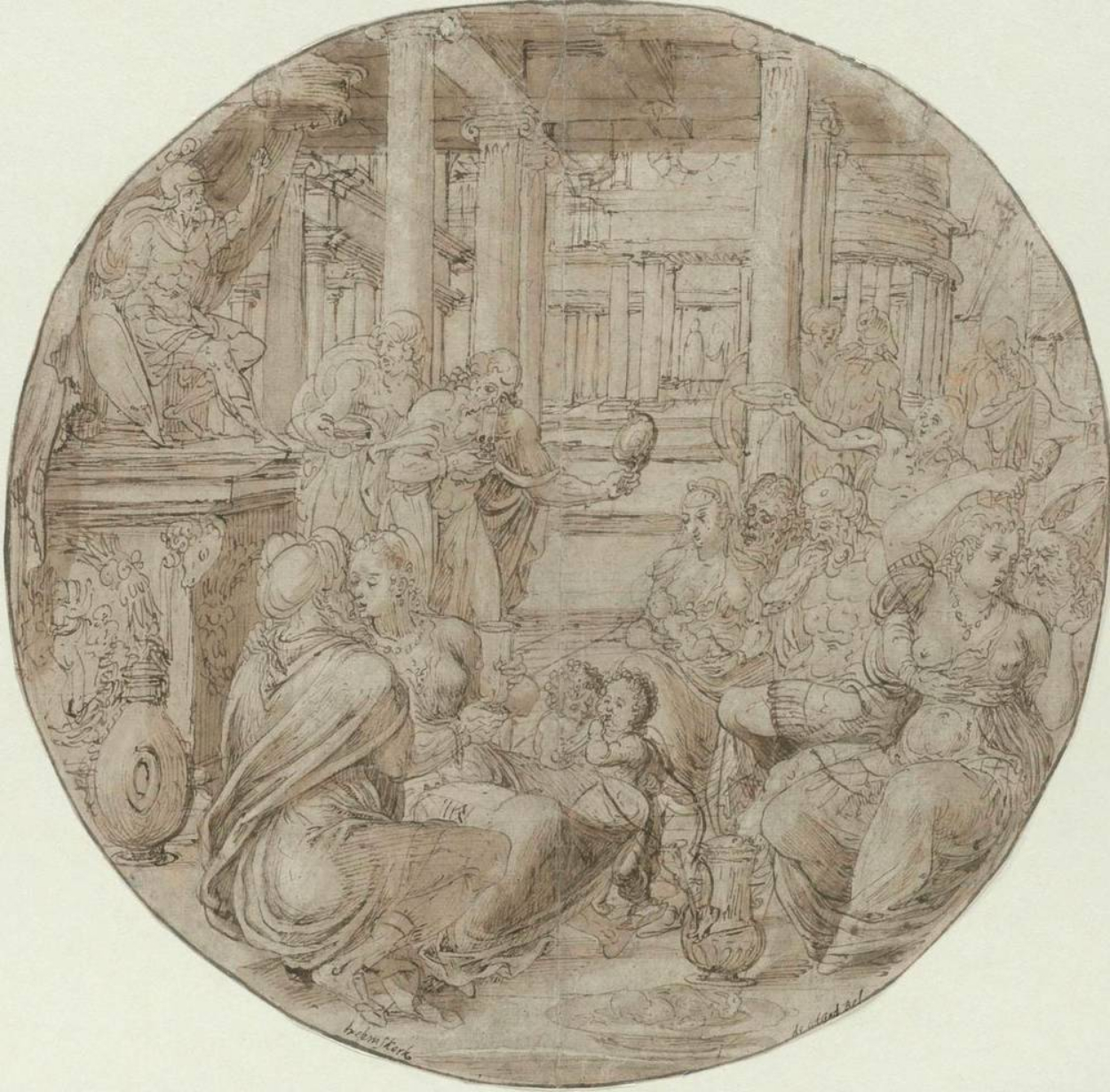